# Jesus Christ Superstar (ścieżka dźwiękowa)
Jesus Christ Superstar – ścieżka dźwiękowa do amerykańskiego filmu muzycznego z 1973 roku w reżyserii Normana Jewisona, przy współpracy Melvyna Bragga, na podstawie rock-opery autorstwa Andrew Lloyda Webbera i Tima Rice’a pod tym samym tytułem.

## Wydania
Ścieżka została wydana jako dwupłytowy album winylowy przez amerykańską wytwórnię MCA Records w 1973 roku. W 1993 ukazała się reedycja na CD. Album wznowiono z okazji 25. rocznicy w 1998 roku.

## Wykonawcy
W nagraniu udział wzięli m.in. następujący muzycy:
- Henry McCullough – gitara elektryczna, gitara akustyczna
- Mike Morgan – gitara elektryczna, gitara akustyczna
- John Gustafson – elektryczna gitara basowa
- Peter Robinson – fortepian
- Bruce Rowland – perkusja, instrument perkusyjny
- Carl Anderson – wokal
- Bob Bingham – wokal
- Barry Dennen – wokal
- Yvonne Elliman – wokal
- Larry Marshall – wokal
- Josh Mostel – wokal
- Ted Neeley – wokal
- Kurt Yaghjian – wokal
- London Symphony Orchestra
- André Previn – dyrygent

## Lista utworów
Oryginalna pierwsza edycja albumu zawierała następujące utwory:
1. Overture 5:26
2. Heaven On Their Minds 4:22
3. What’s The Buzz 2:30
4. Strange Thing Mystifying 1:50
5. Then We Are Decided 2:32
6. Everything’s Alright 3:36
7. This Jesus Must Die 3:45
8. Hosanna 2:52
9. Simon Zealotes 4:28
10. Poor Jerusalem 1:36
11. Pilate’s Dream 1:45
12. The Temple 5:26
13. I Don’t Know How To Love Him 3:55
14. Damned For All Time / Blood Money 4:37
15. The Last Supper 7:12
16. Gethsemane (I Only Want To Say) 5:39
17. The Arrest 3:15
18. Peter’s Denial 1:26
19. Pilate And Christ 2:57
20. King Herod’s Song 3:13
21. Could We Start Again Please? 2:44
22. Judas’ Death 4:38
23. Trial Before Pilate 6:47
24. Superstar 3:56
25. The Crucifixion 2:40
26. John Nineteen Forty-One 2:20